# Réseau syrien pour les droits de l'homme

Logo du Réseau syrien des droits de l'homme.

Le Réseau syrien pour les droits de l'homme (en arabe : الشبكة السورية لحقوق الإنسان ; en anglais : Syrian Network for Human Rights, abrégé SNHR) est une ONG syrienne de défense des droits de l'homme fondée en juin 2011.

## Histoire
L'ONG est dirigée par Fadel Abdoul Ghani. Au cours de la guerre civile syrienne elle documente les morts et disparitions dues au conflit,. 